# Kim Ho-yeon
Kim Ho-yeon (* 1974 in Seoul) ist ein südkoreanischer Schriftsteller.

## Leben
Kim studierte Koreanische Literaturwissenschaft an der Korea University. Er begann seine Laufbahn als Drehbuchautor, Redakteur und später als Geschichtenschreiber für Manhwas. 2013 veröffentlichte er seinen Debütroman Mangwon-dong Brothers, der mit dem Segye-Literaturpreis ausgezeichnet wurde. Der Roman wurde als Theaterstück adaptiert.
Sein 2019 erschienener Science-Fiction-Thriller Fauster wurde 2021 auf Deutsch veröffentlicht. Der Roman ist von Johann Wolfgang von Goethes Faust inspiriert und handelt von dem Fußballstar Park Junsok, der kurz vor dem Wechsel in die Bundesliga steht. Doch eines Tages erfährt er, dass er sein ganzes Leben von einem einflussreichen Mann gesteuert wurde.
2021 erschien Bulpyeonhan Pyeonuijeom. Der Roman wurde ein Bestseller und in Südkorea über 400.000-mal verkauft.

## Werke
- 2013: Mangwon-dong Brothers (망원동 브라더스)
- 2015: Yeonjeok (연적)
- 2017: Ghost Writers (고스트라이터즈)
- 2019: Fauster (파우스터)
  - 2021 auf Deutsch übersetzt von Kyong-Hae Flügel, erschienen im Golkonda Verlag
- 2021: Bulpyeonhan Pyeonuijeom (불편한 편의점)
  - 2024 auf Deutsch als Frau Yeoms kleiner Laden der großen Hoffnungen, übersetzt von Jan Henrik Dirks im Verlag hanserblau
- 2021: Maeil Sseugo Dasi Sseugo Kkeutkkaji Sseumnida (매일 쓰고 다시 쓰고 끝까지 씁니다, Memoir)
- 2022: Bulpyeonhan Pyeonuijeom 2 (불편한 편의점2)
  - 2025 auf Deutsch als Wenn es Nacht wird in Frau Yeoms kleinem Laden, übersetzt von Jan Henrik Dirks im Verlag hanserblau

## Auszeichnungen
- 2013: Segye-Literaturpreis für Mangwon-dong Brothers